# Margalida Crespí Jaume
Margalida Crespí Jaume (Palma,15 d'agost de 1990) és una nedadora sincronitzada mallorquina del Club Natació Mediterrània.
El desembre del 2008 aconseguí la medalla d'or al III Torneig Mundial FINA i ja havia estat subcampiona d'Espanya júnior en la modalitat d'individual en rutina lliure l'abril del 2008. Fou convocada pels mundials gràcies a la seva primera posició en la modalitat individual als campionats estatals celebrats a Barcelona.
Les seves fites més importants les aconseguí al Campionat del Món de natació del juliol de 2009: obtingué dues medalles de plata i una medalla d'or. Aconseguí la medalla de plata en la modalitat d'exercici tècnic d'equips el 19 de juliol. L'equip estava format per la mateixa Margalida Crespí i per Ona Carbonell, Raquel Corral, Andrea Fuentes, Thais Henríquez, Paula Klamburg, Irina Rodríguez i Cristina Salvador. El 22 de juliol aconseguí la medalla d'or en la modalitat de rutina lliure combinada amb una coreografia basada en la cançó "Stairway to Heaven" de Led Zeppelin. L'equip estava format, a part de Margalida Crespí, per Gemma Mengual, Alba Cabello, Ona Carbonell, Raquel Corral, Andrea Fuentes, Thais Henríquez, Paula Klamburg, Gisela Morón i Irina Rodríguez. El 25 de juliol aconseguí la segona medalla de plata, en la modalitat per equips en estil lliure. En aquesta ocasió, a part de Margalida, l'equip estava format per Gemma Mengual, Ona Carbonell, Raquel Corral, Andrea Fuentes, Thais Henriquez, Paula Klamburg i Irina Rodríguez.
Als 21 anys participà en els Jocs Olímpics d'Estiu de 2012 celebrats a Londres (Anglaterra), on va guanyar la medalla de bronze en la prova per equips.
Al 2013, després de la retirada d'Andrea Fuentes, s'incorporà a formar parella amb Ona Carbonell. Va participar en el Mundial de Natació de Barcelona 2013, on guanyà una medalla de plata i dues de bronze a la categoria de combo i duo tècnic respectivament.
El 2014 deixà l'alta competició per incorporar-se al Cirque du Soleil.